# Liste des cantons des Bouches-du-Rhône

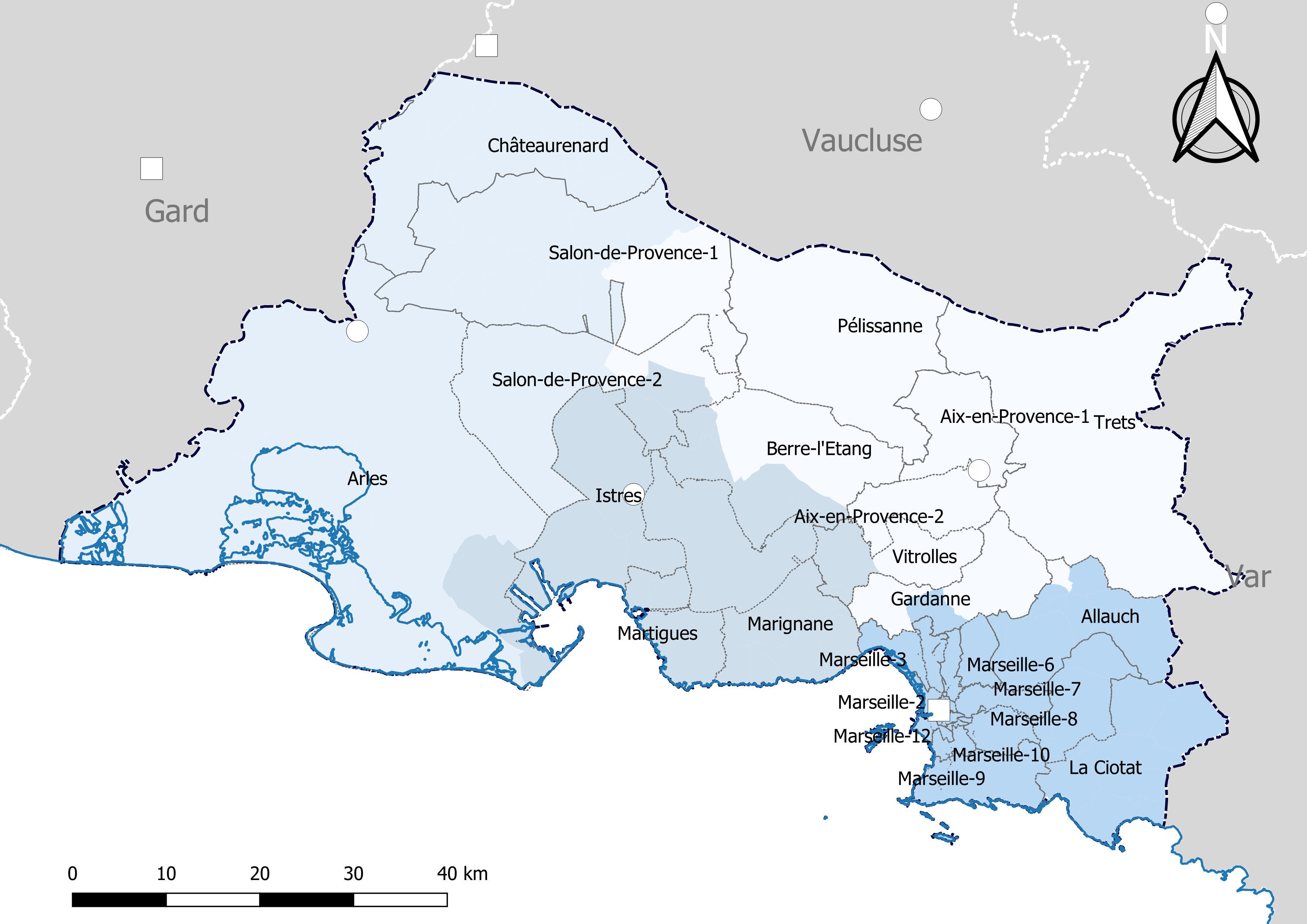
Découpage cantonal du département des Bouches-du-Rhône, avec en surimpression les arrondissements (en nuances de bleu). Carte arrêtée au 1er janvier 2019.

Le département français des Bouches-du-Rhône est composé de 29 cantons depuis le dernier redécoupage entré en vigueur à l'occasion des élections départementales de 2015.

## Période 1790-2014

### 1790: 49 puis 52 cantons
En mars, création du département, divisé en 6 districts et 49 cantons.
- District d'Apt : cantons de Gordes, St Saturnin, Viens, la Bastide des Jourdans, la Tour d'Aigues, Pertuis, Cadenet, Cucuron, Saignon et Apt
- District d'Aix : cantons de Lambesc, Peyrolles, Jouques, Vauvenargues, Trets, Auriol, Roquevaire, Aubagne, Gardanne, Berre, Eguilles et Aix
- District de Marseille : cantons de Seon St Henry, Château Gombert, St Marcel, la Ciotat, Cassis, Mazargues et Marseille
- District de Salon : cantons de Malemort, Pelissane, Salon, St Chamas, Istres et les Martigues
- District d'Arles : cantons de Fontvielle les Arles, Foz les Martigues, les Stes Maries et Arles
- District de Tarascon : cantons de Tarascon, Argon, Barbentane, Les Baux, Montrenard, Eygalieres, Eyguieres, Gravaison, Noves et Montrenard (Châteaurenard).

En octobre, le district d'Orange, jusue-là rattaché à la Drôme, rejoint le département :
- District d'Orange : cantons d'Orange, Jonquières et Courthezon

### 1792: 61 cantons
Agrandissement du département avec une partie de l'ancien Comtat Venaissin et Avignon, constitués en district d'Avignon et ses 9 cantons : Avignon, Caumont, Cavaillon, Entraigue, l'Isle, Lagnes, Roubion, Sorgues et le Thor.

### 1793: 39 cantons
Réduction du département au Sud de la Durance (création du Vaucluse) : perte des districts d'Apt, Orange et Avignon (22 cantons).

### 1801: 26 cantons
Le département est divisé en 3 arrondissements et 26 cantons.
Marseille est divisée en six cantons, nommés Nord, Centre et Sud, et Intra-muros, Extra-muros, ou numérotés de 1 à 6, qui débordent des limites de la commune.

### 1886: 28 cantons
Deux nouveaux cantons à Marseille, Marseille 7 et Marseille 8.

### 1901: 32 cantons
Marseille passe de 8 à 12 cantons, numérotés de 1 à 12.

### 1922: 34 cantons
La première numérotation statistique des cantons en liste 34.

### 1973: 44 cantons
Les 12 cantons de Marseille sont remplacés par 20 cantons numérotés Marseille-I à Marseille-XX et le canton d'Allauch. Le canton de Martigues est divisé entre le canton de Martigues et le nouveau canton de Marignane.

### 1982: 47 cantons
Les cantons d'Aix-en-Provence-Nord et Aix-en-Provence-Sud sont remplacés par trois cantons: Aix-en-Provence-Centre (47), Aix-en-Provence-Nord-Est (01) et Aix-en-Provence-Sud-Ouest (02). Deux cantons supplémentaires sont créés à Marseille par division des cantons de Marseille-XIV (Marseille-XIV-A et Marseille-XIV-B) et Marseille-XX (Marseille-XX-A et Marseille-XX-B). Les cantons de Marseille-XI, XII, XIII, XV, XVI, XVII, XVIII et XIX sont également modifiés.

### 1991: 53 cantons
Les cantons d'Istres (11) et Berre-l'Étang (06) sont remplacés par quatre cantons : Istres-Nord (11), Istres-Sud (49), Berre-l'Étang (06) et Vitrolles (53).
Le canton de Pélissanne (51) est créé à partir de celui de Salon ; le canton des Pennes-Mirabeau (52), à partir de celui de Gardanne ; le canton de Châteauneuf-Côte-Bleue (48) à partir de celui de Marignane ; le canton de Martigues est divisé en deux : Martigues-Est (25) et Martigues-Ouest (50).

### 2003: 57 cantons

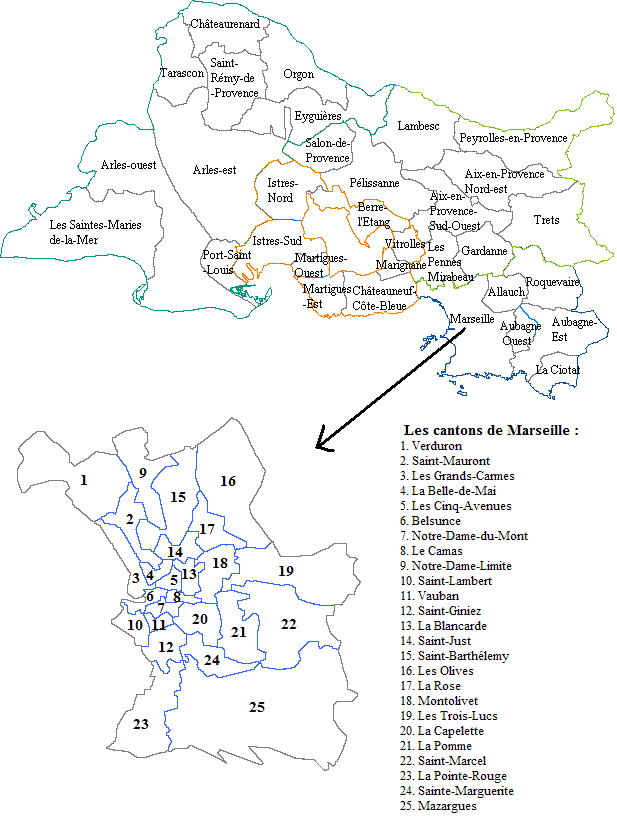
Cantons des Bouches-du-Rhône jusqu'aux élections de 2015.

Le redécoupage cantonal des Bouches-du-Rhône de 2003 avait remodelé les cantons de Marseille, d'Aubagne et de La Ciotat. Le canton d'Aubagne a été scindé en deux cantons : les communes de Carnoux-en-Provence, Cassis et Roquefort-la-Bédoule, précédemment dans le canton de La Ciotat ont rejoint le nouveau canton d'Aubagne-Est (54) en plus des communes de Cuges-les-Pins et Gémenos ; quant à la commune de La Penne-sur-Huveaune, elle a rejoint le canton d'Aubagne-Ouest (05). Trois nouveaux cantons ont été créés à Marseille en plus du renommage des cantons : 
- canton de Marseille-Belsunce (13) : ancien canton Marseille I
- canton de Marseille-Notre-Dame-du-Mont (14) : ancien canton Marseille II
- canton de Marseille-Les Grands-Carmes (16) : ancien canton Marseille III
- canton de Marseille-La Belle-de-Mai (17) : ancien canton Marseille V
- canton de Marseille-Les Cinq-Avenues (18) : ancien canton Marseille VI
- canton de Marseille-Le Camas (19) : ancien canton Marseille VII
- canton de Marseille-Saint-Just (21) : ancien canton Marseille IX
- canton de Marseille-Montolivet (22) : ancien canton Marseille X
- canton de Marseille-La Capelette (23) : ancien canton Marseille XI
- canton de Marseille-Saint-Giniez (24) : ancien canton Marseille XII
- canton de Marseille-Saint-Lambert (37) : ancien canton Marseille XIII
- canton de Marseille-Saint-Mauront (38) : ancien canton Marseille VIII
- canton de Marseille-Verduron (39) : ancien canton Marseille XV
- canton de Marseille-La Rose (40) : ancien canton Marseille XVI
- canton de Marseille-Les Olives (41) : ancien canton Marseille XVII
- canton de Marseille-Saint-Marcel (42) : ancien canton Marseille XVIII
- canton de Marseille-La Pomme (43) : ancien canton Marseille XIX
- canton de Marseille-La Pointe-Rouge (44) : ancien canton Marseille XX A
- canton de Marseille-Saint-Barthélemy (45) : ancien canton Marseille XIV B
- canton de Marseille-Mazargues (46) : moitié de l'ancien canton Marseille XX B
- canton de Marseille-La Blancarde (55) : ancien canton Marseille IV
- canton de Marseille-Les Trois Lucs (56) : nouveau canton
- canton de Marseille-Notre-Dame-Limite (57) : ancien canton Marseille XIV A
- canton de Marseille-Sainte-Marguerite (58) : nouveau canton issu de la moitié de l'ancien canton Marseille XX B
- canton de Marseille-Vauban (59) : nouveau canton.

Le département compte ainsi 57 cantons jusqu'en mars 2015 :
- Arrondissement d'Aix-en-Provence (10 cantons) : canton d'Aix-en-Provence-Centre - canton d'Aix-en-Provence-Nord-Est - Canton d'Aix-en-Provence-Sud-Ouest - canton de Gardanne - canton de Lambesc - canton de Pélissanne - canton des Pennes-Mirabeau - canton de Peyrolles-en-Provence - canton de Salon-de-Provence - canton de Trets

- Arrondissement d'Arles (9 cantons) : canton d'Arles-Est - canton d'Arles-Ouest - canton de Châteaurenard - canton d'Eyguières - canton d'Orgon - canton de Port-Saint-Louis-du-Rhône - canton de Saintes-Maries-de-la-Mer - canton de Saint-Rémy-de-Provence - canton de Tarascon

- Arrondissement d'Istres (8 cantons) : canton de Berre-l'Étang - canton de Châteauneuf-Côte-Bleue - canton d'Istres-Nord - canton d'Istres-Sud - canton de Marignane - canton de Martigues-Est - canton de Martigues-Ouest - canton de Vitrolles

- Arrondissement de Marseille (30 cantons) : canton d'Allauch - canton d'Aubagne-Est - canton d'Aubagne-Ouest - canton de La Ciotat - canton de Marseille-La Belle-de-Mai - canton de Marseille-Belsunce - canton de Marseille-La Blancarde - canton de Marseille-Le Camas - canton de Marseille-La Capelette - canton de Marseille-Les Cinq-Avenues - canton de Marseille-Les Grands-Carmes - canton de Marseille-Mazargues - canton de Marseille-Montolivet - canton de Marseille-Notre-Dame-du-Mont - canton de Marseille-Notre-Dame-Limite - canton de Marseille-Les Olives - canton de Marseille-La Pointe-Rouge - canton de Marseille-La Pomme - canton de Marseille-La Rose - canton de Marseille-Saint-Barthélemy - canton de Marseille-Sainte-Marguerite - canton de Marseille-Saint-Giniez - canton de Marseille-Saint-Just - canton de Marseille-Saint-Lambert - canton de Marseille-Saint-Marcel - canton de Marseille-Saint-Mauront - canton de Marseille-Les Trois Lucs - canton de Marseille-Vauban - canton de Marseille-Verduron - canton de Roquevaire

### Découpage de 2014

Cantons issus du découpage de 2014.

À la suite de l'adoption d'un mode de scrutin binominal devant garantir la parité femmes-hommes dans les conseils départementaux, les cantons des Bouches-du-Rhône sont redécoupés par un décret du 27 février 2014. Ce nouveau découpage entre en vigueur lors du premier renouvellement du conseil départemental suivant la publication du décret, soit en mars 2015. 
Compte tenu du nouveau mode de scrutin, binominal (deux conseillers départementaux, une femme et un homme, sont élus par canton), le nombre de cantons des Bouches-du-Rhône passe de 57 à 29. 
Les critères du redécoupage cantonal sont les suivants : 
- le territoire de chaque canton doit être défini sur des bases essentiellement démographiques,
- le territoire de chaque canton doit être continu et les communes de moins de 3 500 habitants sont entièrement comprises dans le même canton,
- contrairement au découpage précédent, il n’est fait référence ni aux limites des arrondissements, ni à celles des circonscriptions législatives.

Conformément à de multiples décisions du Conseil constitutionnel depuis 1985 et notamment  sa décision n° 2010-618 DC du 9 décembre 2010,  il est admis que le principe d’égalité des électeurs au regard des critères démographiques est respecté lorsque le ratio conseiller/habitant de la circonscription est compris dans une fourchette de 20 % de part et d'autre du ratio moyen conseiller/habitant du département. Pour le département des Bouches-du-Rhône, la population de référence est la population légale en vigueur au 1er janvier 2013, à savoir la population millésimée 2010, soit 1 972 018 habitants. 
Avec 29 cantons la population moyenne par conseiller départemental est de 68 001 habitants. La population de chaque nouveau canton doit ainsi être comprise entre 54 400 habitants et 81 601 habitants pour respecter le principe de l'égalité citoyenne au vu des critères démographiques.

## Composition actuelle

### Liste des cantons
| N° | Nom du canton       | Bureau centralisateur | Population 2010         | Écart /moyenne | Nombre de communes entières | Communes composant le canton |
| -- | ------------------- | --------------------- | ----------------------- | -------------- | --------------------------- | --- |
| 1  | Aix-en-Provence-1   | Aix-en-Provence       | Fraction Aix            |                | Fraction Aix                | Partie de la commune d'Aix-en-Provence située au nord d'une ligne définie par l'axe des voies et limites suivantes : depuis la limite territoriale de la commune de Ventabren, route de Roquefavour (route départementale 64), route de Galice, rond-point du Colonel-Jean-Pierre, route de Berre, avenue Jean-Monnet, boulevard du Château-Double, route de Galice, autoroute A 51, route nationale 296, échangeur d'Aix-Chevalière, avenue du Maréchal-de-Lattre-de-Tassigny, avenue Henri-Pontier, avenue Pasteur, boulevard Aristide-Briand, place Bellegarde, rue Mignet, rue Thiers, place Ganay, cours Mirabeau, place du Général-de-Gaulle, avenue Victor-Hugo, boulevard du Roi-René, avenue Malherbe, avenue Benjamin-Abram, place Lucien-Paye, avenue Robert-Schumann, ligne de chemin de fer, avenue des Belges, avenue Pierre-Brossolette, rond-point de la 4e-Région-Aérienne, échangeur d'Aix-Pont-de-l'Arc, autoroute A8, chemin du Coton-Rouge, ligne droite reliant le numéro 17 du chemin du Coton-Rouge à la ligne de chemin de fer, ligne de chemin de fer, autoroute A8, avenue Henri-Malacrida, pont des Trois-Sautets, chemin de la Guiramande (route départementale 58H), jusqu'à la limite territoriale de la commune de Meyreuil. |
| 2  | Aix-en-Provence-2   | Aix-en-Provence       | Fraction Aix            |                | Fraction Aix                | Partie de la commune d'Aix-en-Provence non incluse dans le canton d'Aix-en-Provence-1. |
| 3  | Allauch             | Allauch               | 67 800                  | 1              | 10                          | Allauch, Auriol, Belcodène, La Bouilladisse, Cadolive, La Destrousse, Gréasque, Peypin, Plan-de-Cuques, Saint-Savournin. |
| 4  | Arles               | Arles                 | 63 595                  | 0,94           | 3                           | Arles, Port-Saint-Louis-du-Rhône, Saintes-Maries-de-la-Mer. |
| 5  | Aubagne             | Aubagne               | 61 308                  | 0,9            | 3                           | Aubagne, La Penne-sur-Huveaune, Roquevaire. |
| 6  | Berre-l'Étang       | Berre-l'Étang         | 66 232                  | 0,97           | 9                           | Berre-l'Étang, Cornillon-Confoux, Coudoux, La Fare-les-Oliviers, Lançon-Provence, Rognac, Saint-Chamas, Velaux, Ventabren. |
| 7  | Châteaurenard       | Châteaurenard         | 67 285                  | 0,99           | 15                          | Barbentane, Boulbon, Cabannes, Châteaurenard, Eyragues, Graveson, Maillane, Saint-Pierre-de-Mézoargues, Mollégès, Noves, Plan-d'Orgon, Rognonas, Saint-Andiol, Tarascon, Verquières. |
| 8  | La Ciotat           | La Ciotat             | 68 587                  | 1,01           | 7                           | Carnoux-en-Provence, Cassis, Ceyreste, La Ciotat, Cuges-les-Pins, Gémenos, Roquefort-la-Bédoule. |
| 9  | Gardanne            | Gardanne              | 61 119                  | 0,9            | 5                           | Gardanne, Mimet, Les Pennes-Mirabeau, Septèmes-les-Vallons, Simiane-Collongue. |
| 10 | Istres              | Istres                | 63 329                  | 0,93           | 3                           | Fos-sur-Mer, Istres, Saint-Mitre-les-Remparts. |
| 11 | Marignane           | Marignane             | 78 577                  | 1,16           | 7                           | Carry-le-Rouet, Châteauneuf-les-Martigues, Ensuès-la-Redonne, Gignac-la-Nerthe, Marignane, Le Rove, Sausset-les-Pins. |
| 12 | Marseille-1         | Marseille             | Fraction Marseille      |                | Fraction Marseille          | Partie de la commune de Marseille située à l'intérieur du périmètre défini par l'axe des voies et limites suivantes : rue du Fort-Notre-Dame, quai Rive-Neuve, quai de la Fraternité, quai des Belges, rue de la République, rue Colbert, rue Puvis-de-Chavannes, rue Sainte-Barbe, rue Lucien-Gaillard, place Jules-Guesde, rue Bernard-du-Bois, passage reliant la rue Bernard-du-Bois au boulevard Charles-Nédelec, boulevard Charles-Nédelec, ligne droite prolongeant le boulevard Charles-Nédelec jusqu'à la rue Honnorat, rue Honnorat, boulevard National, rue Pommier, rue Lautard, rue de la Belle-de-Mai, ligne de chemin de fer de l'Estaque à Marseille, rue Levat, rue Clovis-Hugues, rue Fortuné-Jourdan, rue Despieds, rue Roger-Schiaffini, rue d'Orange, rue Séry, boulevard Leccia, rue François-Simon, boulevard Barbier, rue Sainte-Thérèse, boulevard Pardigon, avenue des Chutes-Lavie, rue Jeanne-Jugan, ligne de chemin de fer de Marseille à Vintimille, boulevard Françoise-Duparc, rue Conception, rue Saint-Bruno, ligne de chemin de fer de Marseille à Vintimille, boulevard du Colonel-Robert-Rossi (au niveau de la rue Brunet), boulevard de la Blancarde, boulevard Louis-Botinelly, avenue d'Haïti, rue Yves-Chappuis, boulevard Chave, boulevard Sakakini, square Sidi-Brahim, rue Abbé-de-l'Epée, rue George, boulevard Chave, rue du Camas, rue Abbé-de-l'Epée, rue Saint-Savournin, place Jean-Jaurès, rue des Trois-Mages, cours Julien, cours Lieutaud, rue Estelle, rue Grignan. |
| 13 | Marseille-2         | Marseille             | Fraction Marseille      |                | Fraction Marseille          | Partie de la commune de Marseillesituée au nord et à l'ouest d'une ligne définie par l'axe des voies et limites suivantes : depuis le littoral, digue du Fort-Saint-Jean (Fort-Saint-Jean inclus), quai du Port, quai des Belges, rue de la République, rue Colbert, rue Puvis-de-Chavannes, rue Sainte-Barbe, rue Lucien-Gaillard, place Jules-Guesde, rue Bernard-du-Bois, passage reliant la rue Bernard-du-Bois au boulevard Charles-Nédelec, boulevard Charles-Nédelec, ligne droite prolongeant le boulevard Charles-Nédelec jusqu'à la rue Honnorat, rue Honnorat, boulevard National, rue Pommier, rue Lautard, rue de la Belle-de-Mai, ligne de chemin de fer de l'Estaque à Marseille, rue Levat, rue Clovis-Hugues, rue Fortuné-Jourdan, rue Despieds, rue Roger-Schiaffini, rue d'Orange, rue Séry, boulevard Leccia, rue François-Simon, ligne de chemin de fer de Paris à Marseille, traverse de Gibraltar, rue du Docteur-Léon-Perrin, boulevard Guigou, boulevard Burel, boulevard de Plombières, boulevard Ferdinand-de-Lesseps, traverse du Bachas, avenue Roger-Salengro, rue d'Anthoine, rue Cazemajou, chemin de la Madrague-Ville, traverse de la Madrague, rue de l'Alliance, boulevard Demandolx, chemin du Littoral, à l'intersection de l'autoroute A55 et du chemin du Littoral, ligne droite tracée jusqu'au Cap-Janet. |
| 14 | Marseille-3         | Marseille             | Fraction Marseille      |                | Fraction Marseille          | Partie de la commune de Marseille située au nord d'une ligne définie par l'axe des voies et limites suivantes : depuis le Cap-Janet, ligne droite tracée jusqu'à l'intersection de l'autoroute A 55 et du chemin du Littoral, chemin du Littoral, boulevard Demandolx, rue de l'Alliance, traverse de la Madrague, chemin de la Madrague-Ville, rue Cazemajou, rue d'Anthoine, avenue Roger-Salengro, traverse du Bachas, boulevard Ferdinand-de-Lesseps, traverse du Bachas, ligne droite dans le prolongement de la traverse du Bachas, ruisseau des Aygalades, boulevard du Capitaine-Gèze, avenue Ibrahim-Ali, rue Le Chatelier, ruisseau des Aygalades, autoroute A 7 à partir de l'extrémité de la rue Augustin-Roux, ruisseau des Aygalades, ligne de chemin de fer, autoroute A 7, chemin de Saint-Antoine à Saint-Joseph, traverse de l'Église-de-Saint-Antoine, ligne droite dans le prolongement de la traverse de l'Église-de-Saint-Antoine, autoroute A 7, canal de Marseille, jusqu'à la limite territoriale de la commune des Pennes-Mirabeau. |
| 15 | Marseille-4         | Marseille             | Fraction Marseille      |                | Fraction Marseille          | Partie de la commune de Marseille située au nord d'une ligne définie par l'axe des voies et limites suivantes : depuis la limite territoriale de la commune des Pennes-Mirabeau, canal de Marseille, autoroute A 7, ligne droite dans le prolongement de la traverse de l'Église-de-Saint-Antoine, traverse de l'Église-de-Saint-Antoine, chemin de Saint-Antoine à Saint-Joseph, autoroute A 7, ligne de chemin de fer, ruisseau des Aygalades, autoroute A 7 jusqu'à l'extrémité de la rue Augustin-Roux, ruisseau des Aygalades, rue Le Chatelier, avenue Ibrahim-Ali, boulevard du Capitaine-Gèze, ruisseau des Aygalades, ligne droite dans le prolongement de la traverse du Bachas, traverse du Bachas, boulevard Ferdinand-de-Lesseps, boulevard de Plombières, boulevard Burel, chemin de Sainte-Marthe, rond-point Pierre-Paraf, rue Jean-Queillau, chemin de Saint-Joseph à Sainte-Marthe, traverse de Tour-Sainte, avenue de Tour-Sainte, chemin des Bessons, traverse de la Fontaine, chemin des Carrières, ligne droite dans le prolongement du chemin des Carrières, limite territoriale des 14e et 15e arrondissements, jusqu'à la limite territoriale de la commune de Septèmes-les-Vallons. |
| 16 | Marseille-5         | Marseille             | Fraction Marseille      |                | Fraction Marseille          | Partie de la commune de Marseille située au nord d'une ligne définie par l'axe des voies et limites suivantes : depuis la limite territoriale de la commune de Septèmes-les-Vallons, limite territoriale des 14e et 15e arrondissements, ligne droite dans le prolongement du chemin des Carrières, chemin des Carrières, traverse de la Fontaine, chemin des Bessons, avenue de Tour-Sainte, traverse de Tour-Sainte, chemin de Saint-Joseph à Sainte-Marthe, rue Jean-Queillau, rond-point Pierre-Paraf, chemin de Sainte-Marthe, boulevard Burel, boulevard Guigou, rue du Docteur-Léon-Perrin, traverse de Gibraltar, ligne de chemin de fer de Paris à Marseille, boulevard Barbier, rue Sainte-Thérèse, boulevard Pardigon, avenue des Chutes-Lavie, rue Jeanne-Jugan, ligne de chemin de fer de Marseille à Vintimille, boulevard Françoise-Duparc, rue Conception, rue Saint-Bruno, ligne de chemin de fer de Marseille à Vintimille, rue Roquebrune, au niveau de la rue Brunet, avenue de Montolivet, rue de la Boucle, limite territoriale du 4e arrondissement, rue des Linots, limite territoriale du 13e arrondissement, impasse de la Fougasse (exclue), boulevard Gueidon, boulevard Gemy (exclu), cours du Jarret, ligne droite perpendiculaire au cours du Jarret et passant par l'extrémité du boulevard Michel, rue Alphonse-Daudet, traverse des Cyprès, boulevard Nardy, boulevard Gautier, boulevard Raphaël, boulevard de la Coopération, rue Alphonse-Daudet, boulevard Bouge-Malpassé, rue de Marathon, boulevard Laveran, chemin du Merlan-à-la-Rose, limite territoriale des 13e et 14e arrondissements, jusqu'à la limite territoriale de la commune de Septèmes-les-Vallons. |
| 17 | Marseille-6         | Marseille             | Fraction Marseille      |                | Fraction Marseille          | Partie de la commune de Marseille située à l'est et au nord d'une ligne définie par l'axe des voies et limites suivantes : depuis la limite territoriale de la commune de Septèmes-les-Vallons, limite territoriale des 13e et 14e arrondissements, chemin du Merlan-à-la-Rose, boulevard Laveran, rue de Marathon, boulevard Bouge-Malpassé, rue Alphonse-Daudet, boulevard de la Coopération, boulevard Raphaël, boulevard Gautier, boulevard Nardy, traverse des Cyprès, rue Alphonse-Daudet, ligne droite perpendiculaire au cours du Jarret et passant par l'extrémité du boulevard Michel, cours du Jarret, boulevard Gemy (inclus), boulevard Gueidon, impasse de la Fougasse (incluse), limite territoriale du 13e arrondissement, jusqu'à la limite territoriale de la commune d'Allauch. |
| 18 | Marseille-7         | Marseille             | Fraction Marseille      |                | Fraction Marseille          | Partie de la commune de Marseille située à l'est d'une ligne définie par l'axe des voies et limites suivantes : depuis la limite territoriale de la commune d'Allauch, limite territoriale du 13e arrondissement, rue des Linots, limite territoriale du 4e arrondissement, rue de la Boucle, avenue de Montolivet, rue Roquebrune, boulevard du Colonel-Robert-Rossi (au niveau de la rue Brunet), boulevard de la Blancarde, boulevard Louis-Botinelly, avenue d'Haïti, ligne de chemin de fer de Marseille à Vintimille, limite territoriale du 5e arrondissement, rue Saint-Pierre, limite territoriale du 11e arrondissement, rue Saint-Jean-du-Désert, résidence La-Bastide-Neuve (incluse), boulevard Bouyala-d'Arnaud, Grande-Bastide-Cazaux (exclue), boulevard Bouyala-d'Arnaud, limite territoriale du 11e arrondissement, avenue des Peintres-Roux, avenue César-Boy, rue de l'Audience, avenue de la Tirane (incluse), impasse du Phénix, avenue Marie-Jeanne-Bernardi, montée de Saint-Menet, traverse des Écoles, avenue de Saint-Menet, jusqu'à la limite territoriale de la commune de la Penne-sur-Huveaune. |
| 19 | Marseille-8         | Marseille             | Fraction Marseille      |                | Fraction Marseille          | Partie de la commune de Marseille située à l'est d'une ligne définie par l'axe des voies et limites suivantes : depuis la limite territoriale de la commune de la Penne-sur-Huveaune, avenue de Saint-Menet, traverse des Écoles, montée de Saint-Menet, avenue Marie-Jeanne-Bernardi, impasse du Phénix, avenue de la Tirane (exclue), rue de l'Audience, avenue César-Boy, avenue des Peintres-Roux, limite territoriale du 11e arrondissement, boulevard Bouyala-d'Arnaud, Grande-Bastide-Cazeaux (incluse), boulevard Bouyala-d'Arnaud, résidence La Bastide-Neuve (exclue), rue Saint-Jean-du-Désert, limite territoriale du 11e arrondissement, rue Saint-Pierre, avenue Désiré-Bianco, chemin de l'Armée-d'Afrique, ligne droite dans le prolongement du boulevard Mireille-Lauze, boulevard Mireille-Lauze, boulevard Fifi-Turin, avenue de la Capelette, boulevard de Pont-de-Vivaux, traverse de la Verrerie, boulevard Romain-Rolland, rue François-Mauriac, chemin du Vallon-de-Toulouse, limite territoriale du 9e arrondissement, jusqu'à la limite territoriale de la commune d'Aubagne. |
| 20 | Marseille-9         | Marseille             | Fraction Marseille      |                | Fraction Marseille          | Partie de la commune de Marseille située au sud d'une ligne définie par l'axe des voies et limites suivantes : depuis la limite territoriale de la commune d'Aubagne, limite territoriale du 9e arrondissement, canal de Marseille, résidence Parc-Berger (incluse), résidence Campagne-Berger (exclue), canal de Marseille, boulevard du Redon, allée des Pins, chemin de la Colline-Saint-Joseph, rue de l'Horticulture, traverse de la Gaye, chemin Joseph-Aiguier, rue de l'Aviateur-Le-Brix, boulevard Lucé, rue Jules-Isaac, boulevard de la Fabrique, avenue de Mazargues, avenue d'Haïfa, avenue de Hambourg, traverse Frédéric-Vin, traverse de Pomègues, boulevard Baptistin-Cayol, boulevard des Joncs, boulevard du Sablier, avenue Bonneveine, avenue Pierre-Mendès-France, au niveau de la rue Gatons, ligne droite perpendiculaire à l'avenue Pierre-Mendès-France et tracée jusqu'au littoral. |
| 21 | Marseille-10        | Marseille             | Fraction Marseille      |                | Fraction Marseille          | Partie de la commune de Marseille située à l'intérieur d'un périmètre défini par l'axe des voies et limites suivantes : depuis le littoral, parc du Prado (inclus), corniche du Président-John-Fitzgerald-Kennedy, avenue du Colonel-Serot, avenue de la Garde-Freinet, rue des Colonies, rue Pablo-Picasso, boulevard Georges-Estrangin, traverse Gagliardo, rue Saint-François-d'Assise, traverse Casse-Cou, rue du Cambodge, rue Christophe-Colomb, passage reliant la rue Christophe-Colomb à la rue Lamartine, rue Lamartine, rue Christophe-Colomb, rue François-Brillon, rue du Vallon-de-Montebello, rue Breteuil, rue Villas-Paradis, rue Notre-Dame-des-Anges, rue d'Israël, rue Paradis, avenue du Prado, rond-point du Prado, boulevard Michelet, cours de l'Huveaune, rue Raymond-Teisserre, cours d'eau, parc de stationnement, boulevard Schlœsing, boulevard Rabateau-Daniel-Matalon, échangeur de Pologne, avenue de la Capelette, boulevard Fernand-Bonnefoy, boulevard Lazer, traverse Bessède, rue du Portugal, avenue Benjamin-Delessert, boulevard Mireille-Lauze, ligne de chemin de fer de Marseille-Blancarde à Marseille-Prado jusqu'à autoroute A 50, ligne droite dans le prolongement de la rue des Fenals, rue des Fenals, boulevard Mireille-Lauze, boulevard Fifi-Turin, avenue de la Capelette, boulevard de Pont-de-Vivaux, traverse de la Verrerie, boulevard Romain-Rolland, rue François-Mauriac, chemin du Vallon-de-Toulouse, limite territoriale du 9e arrondissement, canal de Marseille, résidence Parc-Berger (exclue), résidence Campagne-Berger (incluse) canal de Marseille, boulevard du Redon, allée des Pins, chemin de la Colline-Saint-Joseph, rue de l'Horticulture, traverse de la Gaye, chemin Joseph-Aiguier, rue de l'Aviateur-Le-Brix, boulevard Lucé, rue Jules-Isaac, boulevard de la Fabrique, avenue de Mazargues, avenue d'Haïfa, avenue de Hambourg, traverse Frédéric-Vin, traverse de Pomègues, boulevard Baptistin-Cayol, boulevard des Joncs, boulevard du Sablier, avenue Bonneveine, avenue Pierre-Mendès-France, au niveau de la rue Gatons, ligne droite perpendiculaire à l'avenue Pierre-Mendès-France et tracée jusqu'au littoral. |
| 22 | Marseille-11        | Marseille             | Fraction Marseille      |                | Fraction Marseille          | Partie de la commune de Marseille située à l'intérieur d'un périmètre défini par l'axe des voies et limites suivantes : boulevard Chave, boulevard Sakakini, square Sidi-Brahim, rue Abbé-de-l'Epée, rue George, boulevard Chave, rue du Camas, rue Abbé-de-l'Epée, rue Saint-Savournin, place Jean-Jaurès, rue des Trois-Mages, cours Julien, cours Lieutaud, rue Estelle, rue Paradis, rue Falque, avenue du Prado, rue Raoul-Busquet, rue du Rouet, boulevard Vincent-Delpuech, avenue Jules-Cantini, boulevard Rabateau-Daniel-Matalon, échangeur de Pologne, avenue de la Capelette, boulevard Fernand-Bonnefoy, boulevard Lazer, traverse Bessède, rue du Portugal, avenue Benjamin-Delessert, boulevard Mireille-Lauze, ligne de chemin de fer de Marseille-Blancarde à Marseille-Prado jusqu'à l'autoroute A 50, ligne droite dans le prolongement de la rue des Fenals, rue des Fenals, boulevard Mireille-Lauze, ligne droite dans le prolongement du boulevard Mireille-Lauze, chemin de l'Armée-d'Afrique, avenue Désiré-Bianco, rue Saint-Pierre, limite territoriale du 5e arrondissement, ligne de chemin de fer de Marseille à Vintimille, avenue d'Haïti. |
| 23 | Marseille-12        | Marseille             | Fraction Marseille      |                | Fraction Marseille          | Partie de la commune de Marseille non incluse dans les cantons de Marseille-1, Marseille-2, Marseille-3, Marseille-4, Marseille-5, Marseille-6, Marseille-7, Marseille-8, Marseille-9, Marseille-10 et Marseille-11. |
| 24 | Martigues           | Martigues             | 64 760                  | 0,95           | 2                           | Martigues, Port-de-Bouc. |
| 25 | Pélissanne          | Pélissanne            | 55 645                  | 0,82           | 13                          | Alleins, Aurons, La Barben, Charleval, Éguilles, Lambesc, Mallemort, Pélissanne, Rognes, La Roque-d'Anthéron, Saint-Cannat, Saint-Estève-Janson, Vernègues. |
| 26 | Salon-de-Provence-1 | Salon-de-Provence     | 45 618 + fraction Salon |                | 14 + fraction Salon         | 1° Les communes suivantes : Aureille, Les Baux-de-Provence, Eygalières, Eyguières, Fontvieille, Lamanon, Mas-Blanc-des-Alpilles, Maussane-les-Alpilles, Mouriès, Orgon, Paradou, Saint-Étienne-du-Grès, Saint-Rémy-de-Provence, Sénas. 2° La partie de la commune de Salon-de-Provence située à l'est d'une ligne définie par l'axe des voies et limites suivantes : depuis la limite territoriale de la commune de Lamanon, route départementale 538, chemin de la Lauze, ligne droite perpendiculaire au chemin de la Lauze tracée jusqu'à l'extrémité de l'allée de l'Eissero, allée de l'Eissero, allée de Ponentau (exclue), avenue du Ventouresco (exclue), impasse du Vent-Larg (exclue), avenue du Ventouresco (exclue), résidence Les Farigoules (exclue), rue Vincent-Van-Gogh (incluse), impasse des Tournesols, avenue de Lattre-de-Tassigny, avenue de l'Etoile-du-Berger (exclue), rue de l'Eyssado, rue de la Sarriette (incluse), impasse de la Draisine, chemin des Jardins, boulevard Winston-Churchill, boulevard des Bressons, rue de l'Eyssado, rue Claude-Debussy et son prolongement jusqu'à la route d'Eyguières, route d'Eyguières, boulevard Ledru-Rollin, montée de la Transhumance, rue des Alliés, boulevard David, place Porte-Coucou, rue de Verdun, cours Victor-Hugo, cours Gimon, allée de Craponne, chemin du Vallon, passage longeant la résidence Ciel-de-Provence, rue Antoine-de-Saint-Exupéry, avenue Georges-Guynemer, rond-point de l'Ecole-de-l'Air, route départementale 572, jusqu'à la limite territoriale de la commune de Pélissanne. |
| 27 | Salon-de-Provence-2 | Salon-de-Provence     | 40 793 + fraction Salon |                | 3 + fraction Salon          | 1° Les communes suivantes : Grans, Miramas, Saint-Martin-de-Crau. 2° La partie de la commune de Salon-de-Provence non comprise dans le canton de Salon-de-Provence-1. |
| 28 | Trets               | Trets                 | 68 221                  | 1              | 18                          | Beaurecueil, Châteauneuf-le-Rouge, Fuveau, Jouques, Meyrargues, Meyreuil, Peynier, Peyrolles-en-Provence, Puyloubier, Le Puy-Sainte-Réparade, Rousset, Saint-Antonin-sur-Bayon, Saint-Marc-Jaumegarde, Saint-Paul-lès-Durance, Le Tholonet, Trets, Vauvenargues, Venelles. |
| 29 | Vitrolles           | Vitrolles             | 63 833                  | 0,94           | 4                           | Bouc-Bel-Air, Cabriès, Saint-Victoret, Vitrolles. |
|    |                     |                       | 1 972 018               |                | 119                         | |

### Répartition par arrondissement
Contrairement à l'ancien découpage où chaque canton était inclus à l'intérieur d'un seul arrondissement, le nouveau découpage territorial s'affranchit des limites des arrondissements : dans les Bouches-du-Rhône, cinq cantons sont ainsi composés de communes appartenant à des arrondissements différents (Berre-l'Étang, Pélissanne, Salon-de-Provence-1, Salon-de-Provence-2, Vitrolles).
Le tableau suivant présente la répartition par arrondissement :
| N° | Canton              | Aix-en-Provence    | Arles | Marseille          | Istres | Total               |
| -- | ------------------- | ------------------ | ----- | ------------------ | ------ | ------------------- |
| 1  | Aix-en-Provence-1   | Fraction Aix       |       |                    |        | Fraction Aix        |
| 2  | Aix-en-Provence-2   | Fraction Aix       |       |                    |        | Fraction Aix        |
| 3  | Allauch             |                    |       | 10                 |        | 10                  |
| 4  | Arles               |                    | 3     |                    |        | 3                   |
| 5  | Aubagne             |                    |       | 3                  |        | 3                   |
| 6  | Berre-l'Étang       | 6                  |       |                    | 3      | 9                   |
| 7  | Châteaurenard       |                    | 15    |                    |        | 15                  |
| 8  | La Ciotat           |                    |       | 7                  |        | 7                   |
| 9  | Gardanne            | 5                  |       |                    |        | 5                   |
| 10 | Istres              |                    |       |                    | 3      | 3                   |
| 11 | Marignane           |                    |       |                    | 7      | 7                   |
| 12 | Marseille-1         |                    |       | Fraction Marseille |        | Fraction Marseille  |
| 13 | Marseille-2         |                    |       | Fraction Marseille |        | Fraction Marseille  |
| 14 | Marseille-3         |                    |       | Fraction Marseille |        | Fraction Marseille  |
| 15 | Marseille-4         |                    |       | Fraction Marseille |        | Fraction Marseille  |
| 16 | Marseille-5         |                    |       | Fraction Marseille |        | Fraction Marseille  |
| 17 | Marseille-6         |                    |       | Fraction Marseille |        | Fraction Marseille  |
| 18 | Marseille-7         |                    |       | Fraction Marseille |        | Fraction Marseille  |
| 19 | Marseille-8         |                    |       | Fraction Marseille |        | Fraction Marseille  |
| 20 | Marseille-9         |                    |       | Fraction Marseille |        | Fraction Marseille  |
| 21 | Marseille-10        |                    |       | Fraction Marseille |        | Fraction Marseille  |
| 22 | Marseille-11        |                    |       | Fraction Marseille |        | Fraction Marseille  |
| 23 | Marseille-12        |                    |       | Fraction Marseille |        | Fraction Marseille  |
| 24 | Martigues           |                    |       |                    | 2      | 2                   |
| 25 | Pélissanne          | 10                 | 3     |                    |        | 13                  |
| 26 | Salon-de-Provence-1 | Fraction Salon     | 14    |                    |        | 14 + Fraction Salon |
| 27 | Salon-de-Provence-2 | 2 + Fraction Salon |       |                    | 1      | 3 + Fraction Salon  |
| 28 | Trets               | 18                 |       |                    |        | 18                  |
| 29 | Vitrolles           | 2                  |       |                    | 2      | 4                   |
|    |                     | 44                 | 36    | 21                 | 18     | 119                 |